# Attack Decay Sustain Release
 (mars 2017).
Si vous disposez d'ouvrages ou d'articles de référence ou si vous connaissez des sites web de qualité traitant du thème abordé ici, merci de compléter l'article en donnant les références utiles à sa vérifiabilité et en les liant à la section « Notes et références ».
Albums de Simian Mobile Disco
Sample and Hold
(2008)
Singles
1. Hustler
Sortie : 5 juin 2006
2. It's the Beat
Sortie : 26 mars 2007
3. I Believe
Sortie : 16 juillet 2007

Attack Decay Sustain Release est le premier album du groupe anglais de musique électronique Simian Mobile Disco, sorti en 2007.

## Présentation
Le titre de l'album est une référence à l'enveloppe ADSR (Attack, Decay, Sustain, Release), composante de nombreux synthétiseurs, échantillonneurs et autres instruments de musique électronique dont la fonction est de moduler un aspect du son de l'instrument - souvent son volume - au fil du temps.
Cinq des dix titres de l'album (Hustler, Tits & Acid, I Believe, Hotdog et le single principal It's The Beat) sont disponibles avant la sortie de l'album.
Une version double disque de l'album contient six versions alternatives éditées sur un CD séparé.
Les premiers exemplaires vendus chez Rough Trade Shops (en) sont accompagnés d'un CD bonus de 4 titres[réf. nécessaire].

### Héritage
Le groupe de heavy metal suédois Ghost a repris I Believe pour leur EP Popestar se composant principalement de reprises.

## Liste des titres
| 1.    | Sleep Deprivation | 4:59 |
| 2.    | I Got This Down   | 4:09 |
| 3.    | It's The Beat     | 3:22 |
| 4.    | Hustler           | 3:43 |
| 5.    | Tits & Acid       | 4:04 |
| 6.    | I Believe         | 3:19 |
| 7.    | Hotdog            | 3:16 |
| 8.    | Wooden            | 3:50 |
| 9.    | Love              | 3:02 |
| 10.   | Scott             | 3:13 |
| 36:57 |                   |      |

| Titre bonus - Édition Japon (13 juin 2007) | Titre bonus - Édition Japon (13 juin 2007) | Titre bonus - Édition Japon (13 juin 2007) | Titre bonus - Édition Japon (13 juin 2007) | Titre bonus - Édition Japon (13 juin 2007) | Titre bonus - Édition Japon (13 juin 2007) | Titre bonus - Édition Japon (13 juin 2007) | Titre bonus - Édition Japon (13 juin 2007) | Titre bonus - Édition Japon (13 juin 2007) | Titre bonus - Édition Japon (13 juin 2007) |
| No                                         | Titre                                      | Durée                                      |                                            |                                            |                                            |                                            |                                            |                                            |                                            |
| ------------------------------------------ | ------------------------------------------ | ------------------------------------------ | ------------------------------------------ | ------------------------------------------ | ------------------------------------------ | ------------------------------------------ | ------------------------------------------ | ------------------------------------------ | ------------------------------------------ |
| 11.                                        | Clock                                      | 4:18                                       |                                            |                                            |                                            |                                            |                                            |                                            |                                            |
| 41:12                                      |                                            |                                            |                                            |                                            |                                            |                                            |                                            |                                            |                                            |

| Titres bonus - Édition États-Unis (11 septembre 2007) | Titres bonus - Édition États-Unis (11 septembre 2007) | Titres bonus - Édition États-Unis (11 septembre 2007) | Titres bonus - Édition États-Unis (11 septembre 2007) | Titres bonus - Édition États-Unis (11 septembre 2007) | Titres bonus - Édition États-Unis (11 septembre 2007) | Titres bonus - Édition États-Unis (11 septembre 2007) | Titres bonus - Édition États-Unis (11 septembre 2007) | Titres bonus - Édition États-Unis (11 septembre 2007) | Titres bonus - Édition États-Unis (11 septembre 2007) |
| No                                                    | Titre                                                 | Durée                                                 |                                                       |                                                       |                                                       |                                                       |                                                       |                                                       |                                                       |
| ----------------------------------------------------- | ----------------------------------------------------- | ----------------------------------------------------- | ----------------------------------------------------- | ----------------------------------------------------- | ----------------------------------------------------- | ----------------------------------------------------- | ----------------------------------------------------- | ----------------------------------------------------- | ----------------------------------------------------- |
| 11.                                                   | Clock                                                 | 4:19                                                  |                                                       |                                                       |                                                       |                                                       |                                                       |                                                       |                                                       |
| 12.                                                   | System                                                | 8:30                                                  |                                                       |                                                       |                                                       |                                                       |                                                       |                                                       |                                                       |
| 49:48                                                 |                                                       |                                                       |                                                       |                                                       |                                                       |                                                       |                                                       |                                                       |                                                       |

| Disque bonus - Édition limitée double disque Royaume-Uni et Japon (18 juin 2007) | Disque bonus - Édition limitée double disque Royaume-Uni et Japon (18 juin 2007) | Disque bonus - Édition limitée double disque Royaume-Uni et Japon (18 juin 2007) | Disque bonus - Édition limitée double disque Royaume-Uni et Japon (18 juin 2007) | Disque bonus - Édition limitée double disque Royaume-Uni et Japon (18 juin 2007) | Disque bonus - Édition limitée double disque Royaume-Uni et Japon (18 juin 2007) | Disque bonus - Édition limitée double disque Royaume-Uni et Japon (18 juin 2007) | Disque bonus - Édition limitée double disque Royaume-Uni et Japon (18 juin 2007) | Disque bonus - Édition limitée double disque Royaume-Uni et Japon (18 juin 2007) | Disque bonus - Édition limitée double disque Royaume-Uni et Japon (18 juin 2007) |
| No                                                                               | Titre                                                                            | Durée                                                                            |                                                                                  |                                                                                  |                                                                                  |                                                                                  |                                                                                  |                                                                                  |                                                                                  |
| -------------------------------------------------------------------------------- | -------------------------------------------------------------------------------- | -------------------------------------------------------------------------------- | -------------------------------------------------------------------------------- | -------------------------------------------------------------------------------- | -------------------------------------------------------------------------------- | -------------------------------------------------------------------------------- | -------------------------------------------------------------------------------- | -------------------------------------------------------------------------------- | -------------------------------------------------------------------------------- |
| 1.                                                                               | I Got This Down (Instrumental)                                                   | 4:11                                                                             |                                                                                  |                                                                                  |                                                                                  |                                                                                  |                                                                                  |                                                                                  |                                                                                  |
| 2.                                                                               | It's the Beat (Dub for Annie Mac)                                                | 6:37                                                                             |                                                                                  |                                                                                  |                                                                                  |                                                                                  |                                                                                  |                                                                                  |                                                                                  |
| 3.                                                                               | Hustler (Club version)                                                           | 6:37                                                                             |                                                                                  |                                                                                  |                                                                                  |                                                                                  |                                                                                  |                                                                                  |                                                                                  |
| 4.                                                                               | I Believe (SMD Space dub)                                                        | 6:10                                                                             |                                                                                  |                                                                                  |                                                                                  |                                                                                  |                                                                                  |                                                                                  |                                                                                  |
| 5.                                                                               | Hot Dub                                                                          | 6:46                                                                             |                                                                                  |                                                                                  |                                                                                  |                                                                                  |                                                                                  |                                                                                  |                                                                                  |
| 6.                                                                               | Wooden (Uncut)                                                                   | 7:04                                                                             |                                                                                  |                                                                                  |                                                                                  |                                                                                  |                                                                                  |                                                                                  |                                                                                  |
| 74:22                                                                            |                                                                                  |                                                                                  |                                                                                  |                                                                                  |                                                                                  |                                                                                  |                                                                                  |                                                                                  |                                                                                  |

| 1. | Clock                                                 |  |
| 2. | I Believe (Pinch's "I Believe in Bass Therapy" Remix) |  |
| 3. | It's the Beat (Masseymix)                             |  |
| 4. | It's the Eat                                          |  |